# Chasing Time: The Bedlam Sessions
Chasing Time: The Bedlam Sessions – pierwszy album koncertowy brytyjskiego wokalisty Jamesa Blunta. Zawiera on nagrania z koncertu, który odbył się 5 października 2005 roku w Irlandii dla brytyjskiej BBC. Album wydany został 21 lutego 2006 roku przez wytwórnię Atlantic Records. Tego samego dnia zostało wydane również DVD - Chasing Time: The Bedlam Sessions (DVD). Na Live in Ireland można usłyszeć jedną piosenkę autorstwa Blunta, która wcześniej ukazała się tylko na stronie B singla z piosenką "High" oraz dwa utwory innych artystów: "Fall At Your Feet" australijskiego zespołu Crowded House i "Where Is My Mind" Pixies.

## Lista utworów
Live in Ireland:
1. "Wisemen" - 3:49
2. "High" - 3:55
3. "Cry" - 3:44
4. "Goodbye My Lover" - 4:48
5. "So Long, Jimmy" - 5:25
6. "Sugar Coated" - 3:51
7. "You're Beautiful" - 3:28
8. "Billy" - 3:46
9. "Fall At Your Feet" - 2:42
10. "Tears And Rain" - 4:17
11. "No Bravery" - 3:36
12. "Where Is My Mind" - 4:07

## Pozycje na listach przebojów
| Kraj              | Lista (2006)   | Najwyższa pozycja | Status |
| ----------------- | -------------- | ----------------- | ------ |
| Belgia (Flandria) | Ultratop 50    | 3                 | –      |
| Belgia (Wallonia) | Ultratop 50    | 2                 | –      |
| Francja           | Top 200 Albums | 8                 | –      |
| Holandia          | Album Top 100  | 17                | –      |
| Polska            | OLiS           | 36                | –      |
| Szwajcaria        | Alben Top 100  | 2                 | złoto  |